# Škorpijon (ozvezdje)
Škorpijon (latinsko Scorpius, znak , Unicode ♏) je ozvezdje živalskega kroga in eno od 88 sodobnih ozvezdij, ki jih je priznala Mednarodna astronomska zveza. Bilo je tudi eno od Ptolemejevih 48 ozvezdij. Leži med Tehtnico na zahodu in Strelcem na vzhodu.

## Znana nebesna telesa v ozvezdju

### Zvezde
- Antares (α Sco) [Cor Scorpii, Kalb al Akrab, Škorpijonovo srce, Vespertilio], šestnajsta najsvetlejša zvezda.
- Akrab (β1 Sco) [El Akrab, Elakrab, Grafias, Grafij, Graffias, Grassias].
- Džuba (δ Sco) [Al Džaba, Al Jabba, Dschuba, Dschubba, Dzuba, Džubha, Iclarcrau, Iclarkrav].
- Vei (ε Sco) [Wei].
- Sargas (θ Sco) [Girtab]
- Apolijon (ι1 Sco) [Apollyon].
- Girtab (κ Sco).
- Šavla (λ Sco) [Shaula].
- Denebakrab (μ1 Sco).
- Džabha (ν Sco) [Jabah, Jabbah, Lesath].
- Vrišika (π Sco) [Vrischika].
- Alnijas (σ Sco) [Al nijas, Al Nijat, Al Niyat, Al Niyath, Alniyat].
- τ Sco [Al Nijas, Al Niyat, Alnijas, Alniyat].
- Lisas (υ Sco) [Lesath, Leschath, Lesuth, Lešath].
- Džabhet al Akrab (ω Sco) [Džabhet al alkrab, Jabhat al Akrab].
- 18 Sco, Sončev dvojček.
- HD 147513, planet b.
- HD 159868, planet b.
- OGLE-2005-BLG-071L, planet b.
- OGLE-2005-BLG-390L, planet b.
- PSR B1620-26, sistem nevtronske zvezde in bele pritlikavke, planet c (Metuzalem).

Koordinati:  16h 53m 15s, −30° 44′ 12″